# Alain Bauer

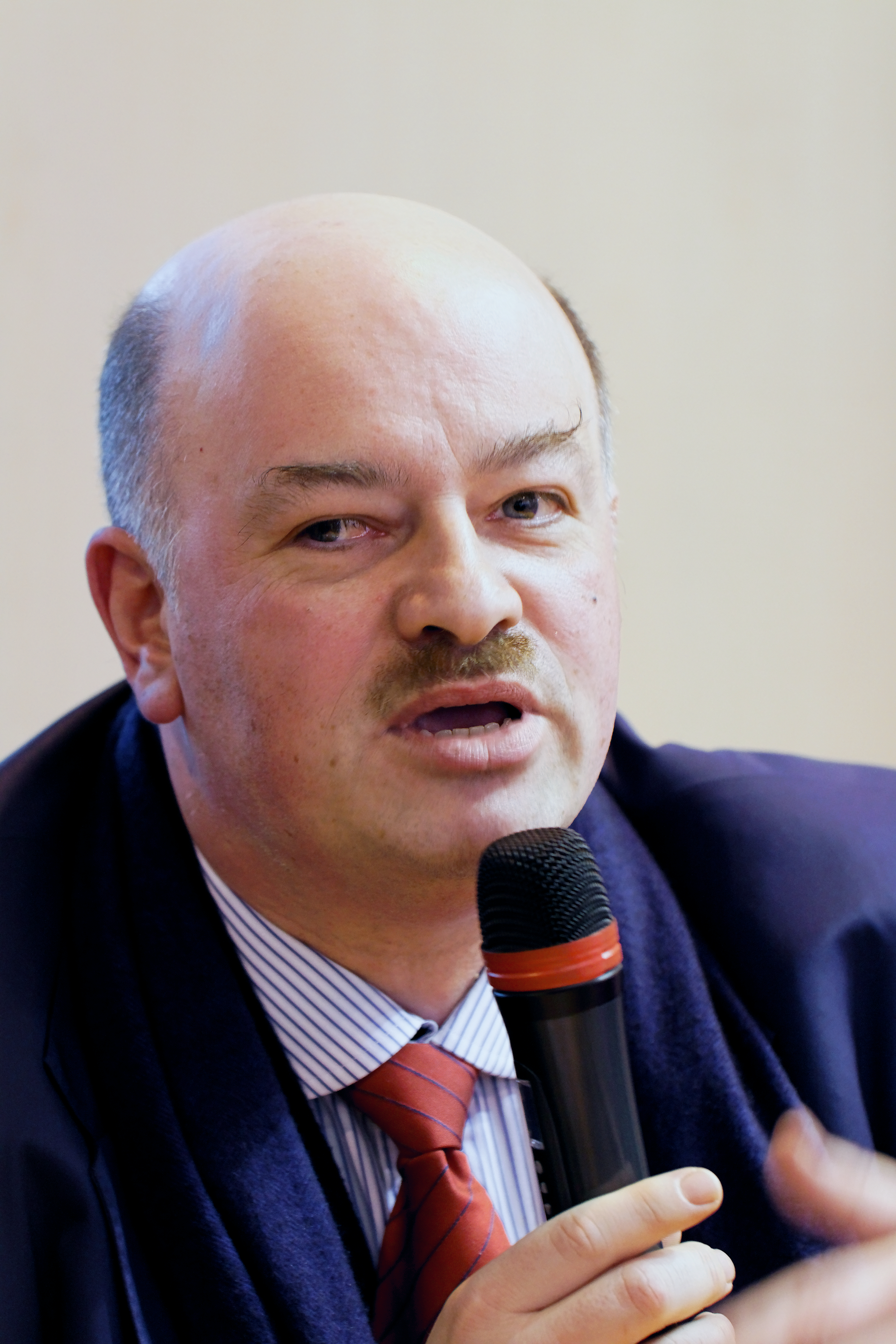
Alain Bauer (2011).

Alain Bauer (ur. 8 maja 1962 w Paryżu) – francuski prawnik i kryminolog. W latach 2000–2003 był najmłodszym wielkim mistrzem Wielkiego Wschodu Francji. Jest wykładowcą Sorbony. Napisał kilka książek na temat masonerii i kryminologii. Od 1988 do 1990 roku był doradcą do spraw bezpieczeństwa socjalistycznego premiera Francji Michela Rocarda.
Jest profesorem kryminologii w Conservatoire national des arts et métiers.

## Wybrane dzieła
- Grand O: Les Vérités du Grand Maître du Grand Orient de France (Poche)
- Le Crépuscule des frères: La fin de la Franc-Maçonnerie?